# Wilhelma
Wilhelma − wybudowany jako królewski zespół pałacowy, obecnie ogród zoologiczny w północnej części Stuttgartu w Badenii-Wirtembergii w południowych Niemczech.

## Historia
Kompleks powstał początkowo jako pałac królewski. Budynki utrzymane w stylu neomauretański przypominać miały pałac w Alhambrze. Zespół zaadaptowano do obecnych celów po II wojnie światowej. Odwiedzający Wilhelmę podziwiają piękno XIX-wiecznej zabudowy.
Jest jedynym w Europie dużym ogrodem botaniczno-zoologicznym, w którym trzymanych jest 8000 zwierząt z ponad 1000 różnych gatunków oraz egzotyczne rośliny z ponad 5000 różnych gatunków. Szczególną atrakcją ogrodu jest unikatowa hodowla wszystkich czterech rodzajów małp człekokształtnych. W akwarium hodowane są zwierzęta i rośliny wodne pochodzące z całego niemalże świata. W ogrodzie botanicznym znajduje się dużych rozmiarów gaj magnoliowy. W grudniu 2007 na temat Wilhelmy rozpisywała się prasa europejska z powodu udanego przychowu niedźwiedzia polarnego. Młode, urodzone 10 grudnia 2007 zostało ochrzczone imieniem Wilbär. Na widok publiczny zostało po raz pierwszy wystawione 15 kwietnia 2008. Obecnie zwierzę to znajduje się w parku polarnym niedaleko Grönklitt w Szwecji.
Jak w wielu niemieckich zoo zwierzęta oddzielone są od zwiedzających prawie niezauważalnymi barierami. Osobliwością zoo w Stuttgarcie jest możliwość obserwowania karmienia piskląt. W górnej części ogrodu rosną sekwoje. Od zachodu do zoo przylega park miejski utrzymany w stylu ogrodów angielskich z ogromnym trawnikiem i nieregularnie sadzonymi grupami drzew.

## Transport
Dojazd do zoo od strony centrum miasta umożliwia kursująca codziennie linia tramwajowa.

## Wyhodowanie roślin inwazyjnych
Pracownicy akwarium odpowiedzialni są za wprowadzenie zmian genetycznych u gatunku Caulerpa taxifolia, jednej z alg pochodzących z Oceanu Indyjskiego. Alga ta stała się niebezpiecznym inwazyjnym gatunkiem, który stanowi zagrożenia dla delikatnej równowagi w środowisku. Źródła naukowe nazywają Caulerpa taxifolia "Algą Mordercą".